# Shi Ke

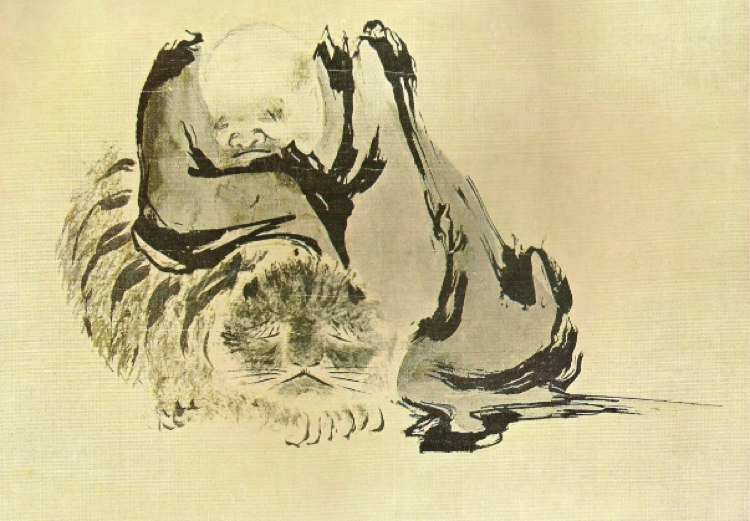
Patriarche et tigre d'après Shi Ke.

Shi Ke ou Che K'o ou Shih K'o, surnom: Zizhuan  est un peintre chinois du Xe siècle, originaire de Chengdu (capitale de la province du Sichuan). Ses dates de naissance et de décès ne sont pas connues.

## Biographie
On connait mal la vie de cet artiste, soi-disant adepte du chan, dont reste légendaire, l'extravagance. Un texte de la première moitié du Xe siècle relate qu'il aime bien choquer les gens, qu'il représente surtout des bonshommes âpres et rustiques et que son souffle est résolu et vigoureux.

d'après un autre ouvrage, il ne tient aucun compte des règles et des modèles et ses peintures sont hideusement bizarres, c'est-à-dire indignes de gens civilisés; on peut noter qu'en raison de ce jugement de lettré, ses œuvres, ou du moins leurs copies, passent très tôt au Japon où elles sont fort appréciées. Selon le Xuanhe Huapu (Catalogue des collections impériales Song, il est appelé, en 965, pour décorer les murs du temple Xiangguo-si, à la capitale Kaifeng. On lui offre à cette occasion un poste à l'Académie Impériale de Peinture, mais il décline l'invitation et, décidant de regagner son pays natal, meurt sur le chemin du retour.
Connu comme peintre de figures bouddhistes et taoïstes, il peut être l'un des plus importants tenants de la peinture monochrome à l'encre, dans le style yipin, sans contraintes, que l'on associe souvent à l'art chan. On lui attribue deux œuvres, conservées au Musée National de Tokyo Deux patriarches en train de mettre leur esprit en harmonie, probablement des copies assez fidèles mais qui ne remontent sûrement pas à l'époque des Cinq Dynasties. Quelle que soit leur véritable ancienneté, elles sont un précieux témoin du graphisme rêche de la manière yipin appliqué à la peinture de personnages, et là se trouve leur importance.

## LeXesiècleet son héritage

### Tradition picturale
Les affinités de ces encres traitées en style d'ébauche avec la « cursive folle » apparaissent en pleine évidence dans l'œuvre de Shi Ke. 

### La vie artistique au pays de Shu
Parmi les dix royaumes qui se constituent au Xe siècle, celui des Tang du Sud (Nankin) est, avec celui de Shu (Sichuan), le plus brillant. Dans ces deux royaumes, les traditions des Tang trouvent refuge et, à la cour de Li Yu, comme à celle du Shu, on voit se créer des académies de peinture. L'influence du chan est alors dominante.

Parmi les peintres « hors catégorie » de ce moment, Shi Ke est l'un de ceux qui exprime le mieux la totale liberté en rejetant tout geste d'appui, et restant « sans affaires ». Originaire de Chengdu, il est d'humeur indépendante et railleuse. Il reçoit une éducation classique, mais sa vocation profonde est la peinture. Il peint d'abord des sujets traditionnels, puis il s'émancipe de toutes contraintes et se met à travailler avec audace et liberté, insoucieux des règles et des modèles. Il ressent une certaine satisfaction à enlaidir étrangement ses figures. Actuellement ne lui sont attribuées que deux sections d'un rouleau de peinture représentant deux patriarches.